# Gyula Urbán
Gyula Urbán (ur. 24 maja 1938, zm. 31 marca 2025) – węgierski pisarz, reżyser i scenarzysta.

## Wybrana filmografia

### Reżyseria
- 1982: Bors néni
- 1981: Minden egér szereti a sajtot

### Scenarzysta
- 1981: Minden egér szereti a sajtot
- 1976: Niebieski szczeniak (bajka)